# Miguel Gallo Vergara
Miguel Gallo Vergara (La Serena, Capitanía general de Chile, Imperio Español, 1793 - Chañarcillo, Chile, 8 de marzo de 1853) fue un millonario empresario minero, político y patriota chileno. 

## Primeros años de vida
Hijo de Antonio Gallo y Bocalandro de origen italiano, y de Mercedes Vergara Santelices. Es el patriarca de la emblemática Familia Gallo Goyenechea.

### Matrimonio e hijos
Casado con Candelaria Goyenechea Sierra, con quien tuvo tres hijos, los famosos radicales: Pedro León, Ángel Custodio y José Tomás.

## Vida pública
En febrero de 1817, siendo vecino de la ciudad de Copiapó, el pueblo lo designó teniente gobernador después que el 12 de ese mes las tropas patriotas, al mando del capitán Francisco Zelada, se adueñaron, sin lucha, de dicha ciudad.
Continuaba desempeñando el mismo cargo cuando le cupo el honor de proclamar, en su ciudad, la Independencia de Chile, en febrero de 1818. En el desempeño de sus funciones constituyó el tribunal de Seguridad Pública y una Junta de Arbitrios. Renunció el 19 de noviembre de 1819, para dedicarse de lleno a la minería.
Fue alcalde de Copiapó en los años 1816 y 1820.
Conjuntamento con Juan Godoy, hijo de la india Flora Normilla, presentó la denuncia de la mina de plata de Chañarcillo, que aquella mujer había descubierto. Con esto quedó abierta la explotación del más grande yacimiento de plata con que ha contado el país y de paso consolidó la fortuna de Miguel Gallo, sumando a estas las riquezas que había heredado de su padre José Gallo Bocallardo, lo convirtió en uno de los mineros más ricos de la región. La opulencia de Gallo le dio notoriedad a la familia, permitiéndole entregar grandes aportes económicos al estado para la expedición libertadora del Perú.
Electo diputado por Copiapó, Chañaral y Freirina en las elecciones parlamentarias de 1849. Durante este período integró la Comisión Permanente de Legislación y Justicia y la de Gobierno y Relaciones Exteriores.